# توني جاكسون
توني جاكسون (17 يناير 1958 بليكسينغتون في الولايات المتحدة - ) (بالإنجليزية: Tony Jackson)‏ هو لاعب كرة سلة أمريكي في مركز هجوم خلفي. لعب مع لوس أنجلوس ليكرز.

## وصلات خارجية
- توني جاكسون على موقع إن بي أي (الإنجليزية)
- توني جاكسون على موقع سبورتس رفرنس (الإنجليزية)
- توني جاكسون على موقع كلية كرة السلة في سبورتس رفرنس.كوم (الإنجليزية)
- توني جاكسون على موقع ريلجم (الإنجليزية)